# Großsteingrab Hohenberg-Krusemark
Das Großsteingrab Hohenberg-Krusemark war eine mögliche megalithische Grabanlage der jungsteinzeitlichen Tiefstichkeramikkultur bei Hohenberg-Krusemark im Landkreis Stendal, Sachsen-Anhalt. Es wurde wohl spätestens im 19. Jahrhundert zerstört. Eine Beschreibung der Anlage liegt nicht vor, ihre mögliche Existenz ist nur durch die Bezeichnung „der Steinberg“ auf einem historischen Messtischblatt belegt.